# Ligne de Montérolier - Buchy à Motteville
La ligne de Montérolier - Buchy à Motteville est une ligne de chemin de fer française qui relie la gare de Montérolier - Buchy sur la ligne de Saint-Roch à Darnétal-Bifurcation (relation Amiens – Rouen) à celle de Motteville sur la ligne de Paris-Saint-Lazare au Havre. Elle est intégralement établie dans le département de la Seine-Maritime en région Normandie.
Elle constitue la ligne 354 000 du réseau ferré national.
D'orientation générale Est-Ouest, elle constitue un élément du contournement ferroviaire de l'agglomération parisienne. Elle est parcourue quotidiennement par des trains de fret uniquement. Exceptionnellement, elle peut aussi servir d'itinéraire de détournement du trafic voyageurs depuis et vers Le Havre, comme ce fut le cas du 11 au 13 novembre 2011 à l'occasion des travaux de remplacement d'un pont-rail à Déville-lès-Rouen.

## Historique

### Des origines à la nationalisation du réseau
La construction de la ligne de Montérolier - Buchy à Motteville est étroitement liée à celle de la ligne d'Amiens à Rouen.
Son origine remonte à la fin des années 1850 lorsque l'État, par des conventions successives des 21 juin 1857  et 29 juillet 1858, approuvées par décret impérial le 11 juin 1859, a attribué aux Compagnies du Nord et de l'Ouest, s'en partageant respectivement les deux tiers et le tiers des dépenses et des produits, la concession d'un chemin de fer entre Amiens et Rouen, à construire et exploiter par la Compagnie du Nord.
L'établissement du tracé d'Amiens jusqu'au lieu-dit le Grand Parc (situé à environ 4 km de Buchy, chef-lieu de canton de l'arrondissement de Rouen) ne suscita pas de grosses discussions et fut définitivement approuvé par un décret du 16 août 1862.
Il n'en alla pas de même du parcours terminal jusqu'à Rouen, dont la détermination connut plus de péripéties compte tenu à la fois de la forte rivalité entre les deux compagnies, et des aspirations des villes d'Amiens, Rouen et Le Havre aux dessertes les plus commodes. Finalement, un premier décret impérial du 11 août 1862 autorisa la construction d'un accès à Rouen par l'Est en déclarant « d'utilité publique l'établissement d'un chemin de fer du Grand Parc à Rouen par la vallée de Darnétal ». Peu de temps après, un second décret impérial, du 27 décembre 1862, entérina l'établissement à partir du Grand Parc, où sera implantée la gare de Montérolier - Buchy, de deux branches se dirigeant vers Rouen, l'une par Darnétal, relevant exclusivement du Nord, l'autre empruntant en partie le réseau de l'Ouest en s'embranchant sur sa ligne Rouen – Dieppe « en un point à déterminer par l'administration entre les stations de Clères et de Saint-Victor »,. Cette solution transactionnelle était complétée par un traité du même jour interdisant au Nord de concurrencer l'Ouest depuis Rouen vers Le Havre et Paris.
La jonction avec la ligne de Dieppe ayant été réalisée environ trois kilomètres avant Clères, à Étaimpuis, la Compagnie des chemins de fer de l'Ouest conçut rapidement le projet d'établir à partir de cet endroit une liaison directe avec sa ligne allant de Rouen au Havre. Elle obtint à cet effet la concession, par une convention signée avec le ministre des Travaux publics le 9 janvier 1873, d'« un chemin de fer d'embranchement de la ligne de Rouen à Dieppe, près d'Étaimpuis, à la ligne de Rouen au Havre, près Motteville », devant être construit dans les trois ans. Cette convention est approuvée le même jour par un décret. Finalement, c'est la gare de Clères qui sera retenue comme origine de l'embranchement, et la concession sera entérinée par une convention le 31 décembre 1875, elle-même approuvée le jour même par une loi.

Clères, 1970. Embranchement vers Motteville. La ligne vers Dieppe est à gauche.

La liaison entre Montérolier et Motteville a connu trois phases successives :
- Le 18 avril 1867, l'ouverture de la section de Montérolier à Clères par la Compagnie des chemins de fer du Nord. Le 3 octobre 1870, en pleine débâcle militaire, un train transportant une compagnie du 20e bataillon de chasseurs à pied se repliant vers la Loire est aiguillé sur une voie de garage en gare de Critot, et s'écrase contre un talus. Dans le choc, quatorze hommes sont tués, et une centaine sont blessés. La censure occultera l'accident, mais un monument commémoratif sera érigé sur les lieux vingt ans plus tard[7].
- Le 1er juillet 1876, l'ouverture de la section de Clères à Motteville par la Compagnie des chemins de fer de l'Ouest[8], permettant la mise en service de trains directs entre Le Havre et Amiens, avec rebroussement à Clères. Le 6 juillet 1899 à huit heures vingt, après avoir quitté Clères, un express Le Havre – Amiens déraille à Biennais, près de Bosc-le-Hard. le mécanicien est tué, le chauffeur et le chef de train sont blessés, mais les dix voyageurs sont indemnes[9].

Les inconvénients du fastidieux transit par Clères apparaîtront rapidement, suscitant de la chambre de commerce du Havre, dès 1877, des démarches demandant un raccordement direct supprimant les rebroussements. Toutefois, celles-ci se heurteront aux réticences de la Compagnie de l'Ouest et resteront sans suite jusqu'à sa reprise par l'État en 1909. Alors, sous la pression des élus de la Seine-Inférieure, un projet de raccordement d'environ 7 kilomètres obtiendra finalement l'avis favorable d'une commission d'enquête, et sera déclaré d'utilité publique par un décret du 20 janvier 1914 autorisant les travaux « pour l'établissement d'un raccordement à double voie, à Étaimpuis, entre les lignes d'Amiens à Clères (par Montérolier - Buchy) et de Motteville à Clères. ».
- L'opération, retardée par la guerre, sera réalisée en 1916 par nécessité stratégique, afin d'accélérer les communications avec le front. Le 5e régiment du génie construira entre les villages de Beautot à l'Ouest et d'Étaimpuis à l'Est, avec le concours de 1400 prisonniers croates, un barreau de connexion de six kilomètres court-circuitant Clères en croisant la ligne de Dieppe par un passage supérieur, l'ensemble de la ligne et de ses raccordements étant mis à double voie[14].

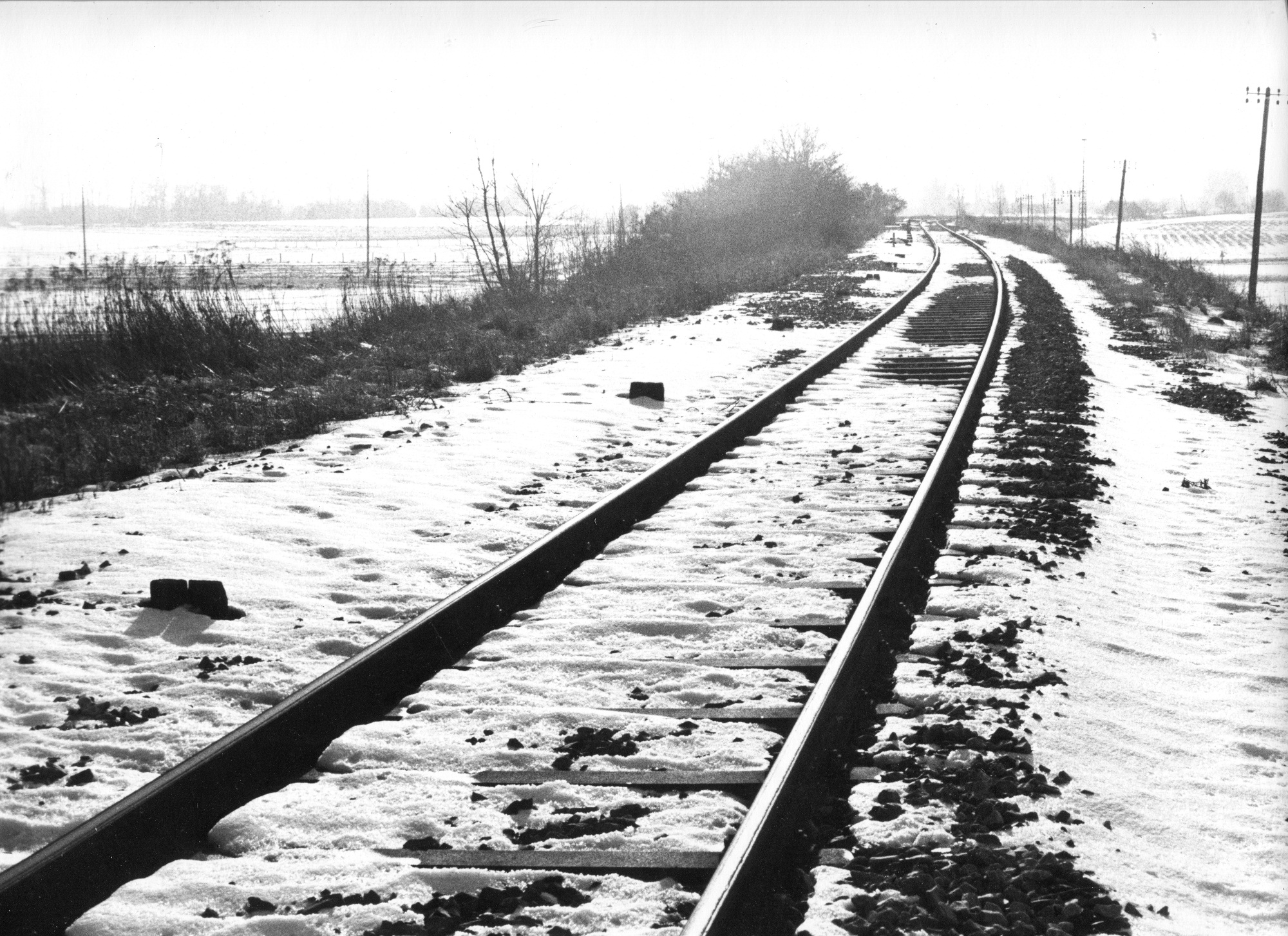
Le barreau de connexion près de La Houssaye-Béranger en janvier 1978 (armement en traverses métalliques).

Entre les deux guerres, la ligne est exploitée à l'aide du cantonnement téléphonique et dessert :
- La halte de Rocquemont ;
- Les gares de Critot, Bosc-le-Hard, Saint-Ouen-du-Breuil et Saussay - Saint-Martin.

Le trafic voyageurs est constitué de trois allers-retours par jour en un peu plus d'une heure, desservant tous Clères par rebroussement via les raccordements de Beautot et d'Étaimpuis.
Avec la nationalisation du réseau ferroviaire, ainsi que la coordination des transports de 1938, l'ensemble des circulations voyageurs sont supprimées le 2 octobre 1938 avec un report sur route. Le raccordement d'Étaimpuis avec la ligne de Malaunay - Le Houlme à Dieppe est déposé et le reste de la ligne voit circuler exclusivement des trains de marchandises.

### Durant laSeconde Guerre mondiale
Durant le conflit, l'armée allemande utilise cet itinéraire, relativement à l'abri des attaques aériennes qui s'abattent sur Rouen, pour expédier ses trains entre le nord de la France et Le Havre. Lors de la Libération, la ligne prend un caractère crucial dans le soutien logistique des forces armées alliées de l'est de la France.
Elle est également utilisée comme itinéraire de détournement pour le trafic voyageurs entre Paris et Le Havre en raison des bombardements qui ont causé la coupure des viaducs de Barentin et de Malaunay.

### De 1950 à nos jours

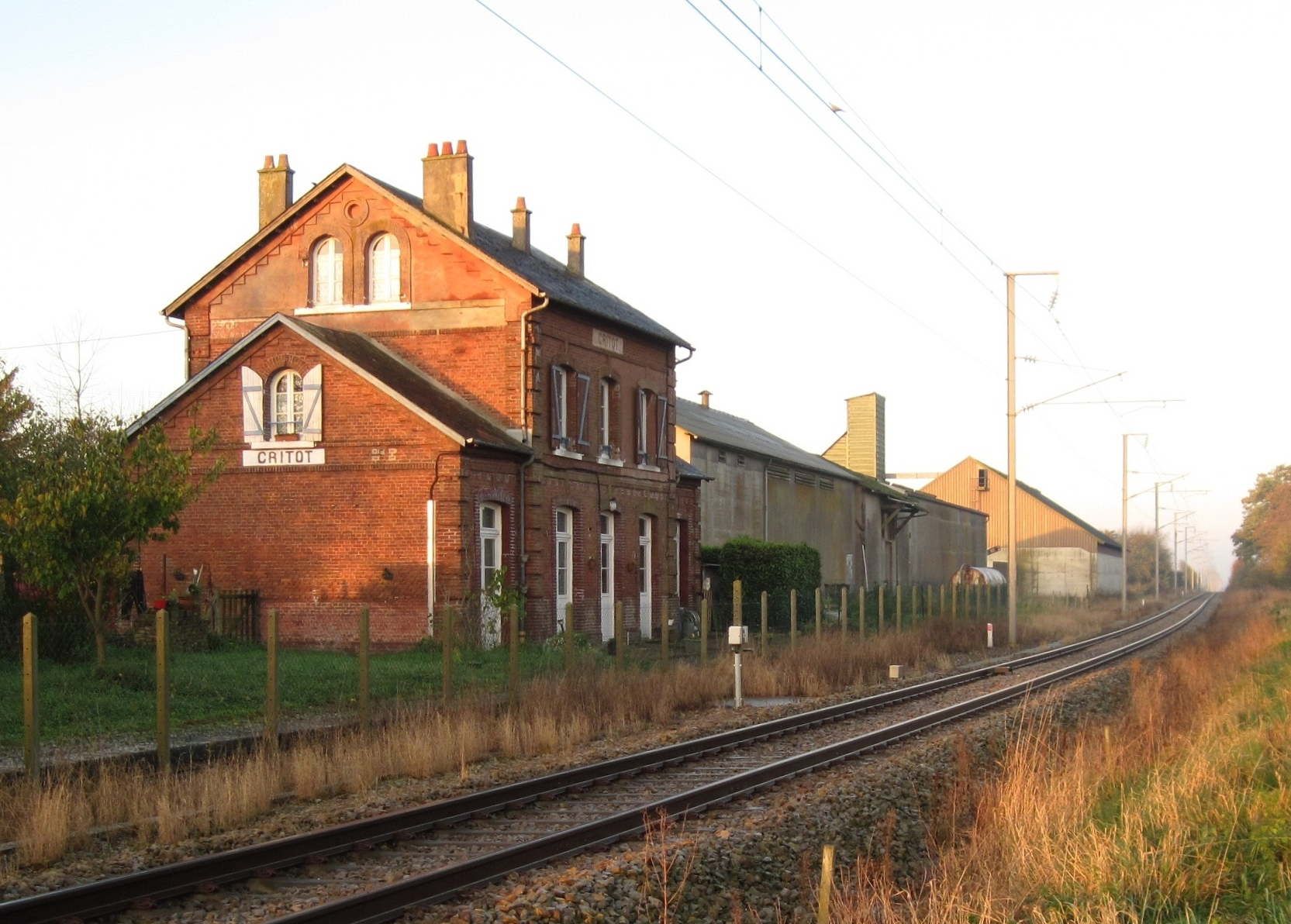
Ancienne gare de Critot, aujourd'hui reconvertie en habitation privée.

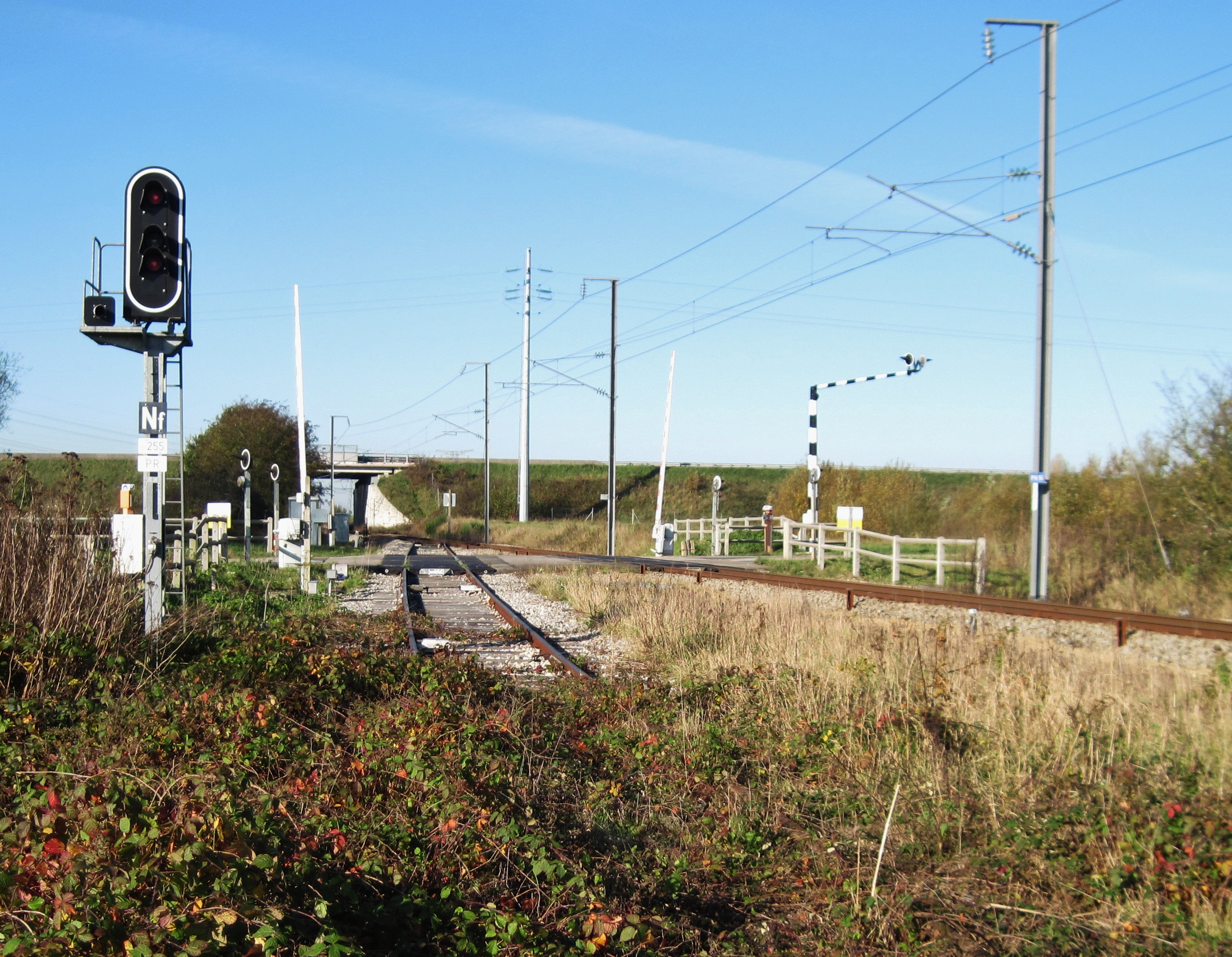
Bifurcation de Beautot. La voie vers Clères est sous les ronces.

Avec la fin du conflit et la reconstruction du pays amorcée, la ligne retombe dans un usage essentiellement local et voit défiler des trafics réduits de céréales, d'engrais et de pommes de terre. Dans les années 1950, le raccordement d'Étaimpuis est supprimé, et la section de Montérolier - Buchy à la bifurcation de Beautot est remise à voie unique.
Cependant l'itinéraire garde de son intérêt puisqu'il est susceptible de pallier l'interception de la ligne de Paris-Saint-Lazare au Havre. Cette option sera mise à profit à partir du 29 juillet 1955 et jusqu'à mai 1956, lors de l'effondrement de la voûte du tunnel Sainte-Catherine en amont de la gare de Rouen, incident contraignant à détourner l'ensemble du trafic entre Paris et Le Havre par Gisors, Serqueux, Montérolier et Motteville.
Par la suite, des détournements ponctuels par le raccordement Beautot - Clères (6,5 km) auront lieu en diverses occasions, notamment lors de l'électrification de la ligne de Paris-Saint-Lazare au Havre de 1966 à 1967 et des travaux de consolidation du tunnel de Pissy-Pôville d'avril 1975 à mars 1976. D'octobre 1978 à décembre 1979, pour faire face aux restrictions de circulation entraînées par de nouvelles interventions lourdes dans le tunnel Sainte-Catherine, des travaux de modernisation de la ligne sont effectués, avec automatisation des passages à niveau, mise à voie unique du tronçon allant de la bifurcation de Beautot à Motteville, encore resté jusque là à double voie, et renforcement de l'armement. De nombreux trains (39 par semaine) sont alors détournés entre Le Havre, le nord et la région parisienne par Motteville, Montérolier - Buchy et Serqueux.
À partir de 1984, la desserte locale marchandises est suspendue entre Bosc-le-Hard et Saint-Ouen-du-Breuil et cette section de ligne est neutralisée. En cas de besoin, la SNCF procède cependant à sa réouverture, en sa totalité ou partiellement, notamment pour desservir Rouen par la bifurcation de Beautot vers Clères et la ligne de Malaunay - Le Houlme à Dieppe.
Dans les années 2000, dû au peu de travaux sur la radiale, la ligne n'est que peu utilisée pour des trains détournés.
Néanmoins, le 19 janvier 2022, à la suite d'un déraillement d'un train de chantier sur la radiale de Paris-Saint-Lazare au Havre, la ligne est de nouveau utilisée pour détourner un train, le no 3102 du jour, afin de contourner la gare de Barentin où l'incident a eu lieu

## La modernisation de la ligne

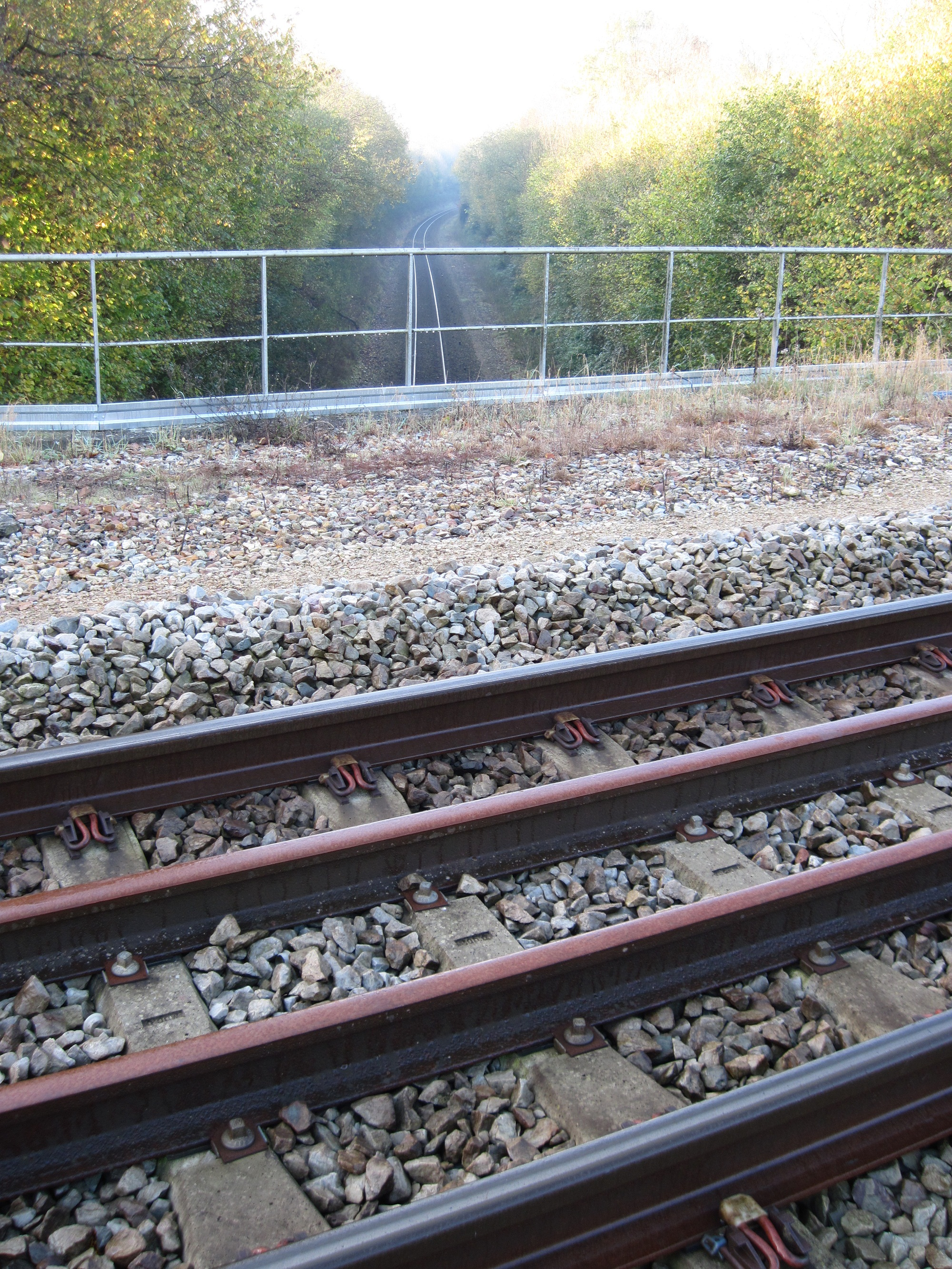
Passage supérieur sur la ligne Malaunay – Dieppe à Étaimpuis.

### Le contexte
Longtemps inutilisée mais conservée en l'état, la ligne a repris de son intérêt avec la montée en puissance du projet Port 2000 du Havre. L'augmentation des flux de transport de conteneurs au départ ou à destination du port normand va conduire inévitablement à renforcer la saturation du nœud ferroviaire rouennais et en aval de la région parisienne, saturée par les trafics Transilien, TER, Intercités et Fret.
Les possibilités d'écouler le trafic Fret supplémentaire engendré par Port 2000 étant extrêmement réduites, il a été envisagé d'utiliser un itinéraire alternatif. Celui-ci est constitué par le contournement à voie unique de la ligne de Montérolier à Motteville. Grâce à cet itinéraire, les flux en provenance du Havre peuvent éviter les secteurs saturés de Rouen et de la ligne de Grande Ceinture, en se dirigeant vers Amiens et au-delà Lille, Metz et Strasbourg.

### Une réouverture contestée
Lancés en 2004, les travaux sur la ligne devaient déboucher sur une mise en service au cours du 1er semestre 2007, en même temps que l'ouverture de Port 2000 mais sur recours de la commune de Critot, riveraine de la ligne, le Tribunal administratif de Rouen a annulé le 15 septembre 2006 la décision de Réseau ferré de France d'engager les travaux, reprochant au gestionnaire d'infrastructure l'absence d'enquête publique préalable.
Durant la procédure, le chantier fut stoppé par décision du tribunal, puis put reprendre après que la Cour administrative d'appel de Douai eut annulé son jugement dans un arrêt du 30 mai 2007, au motif que la ligne de Montérolier à Motteville n'avait pas été déclassée du réseau ferré national et ne devait donc pas faire l'objet d'une enquête publique. Le retard dans le chantier a reporté la mise en service à mars 2008. Saisi d'un nouveau recours par la commune de Critot, le Conseil d'État, dans un arrêt du 4 juillet 2008, a définitivement validé la procédure suivie pour la réalisation des travaux et condamné la requérante à indemniser Réseau Ferré de France de ses frais de justice.

### Le chantier
Le chantier de réouverture a porté sur :
- Le renouvellement partiel de la voie et du ballast.
- Électrification de la voie.
- Relèvement de vitesse des trains à 100 km/h.
- Installation d’un block automatique à permissivité restreinte.
- Installation du contrôle de vitesse par balises.
- Automatisation des passages à niveau.

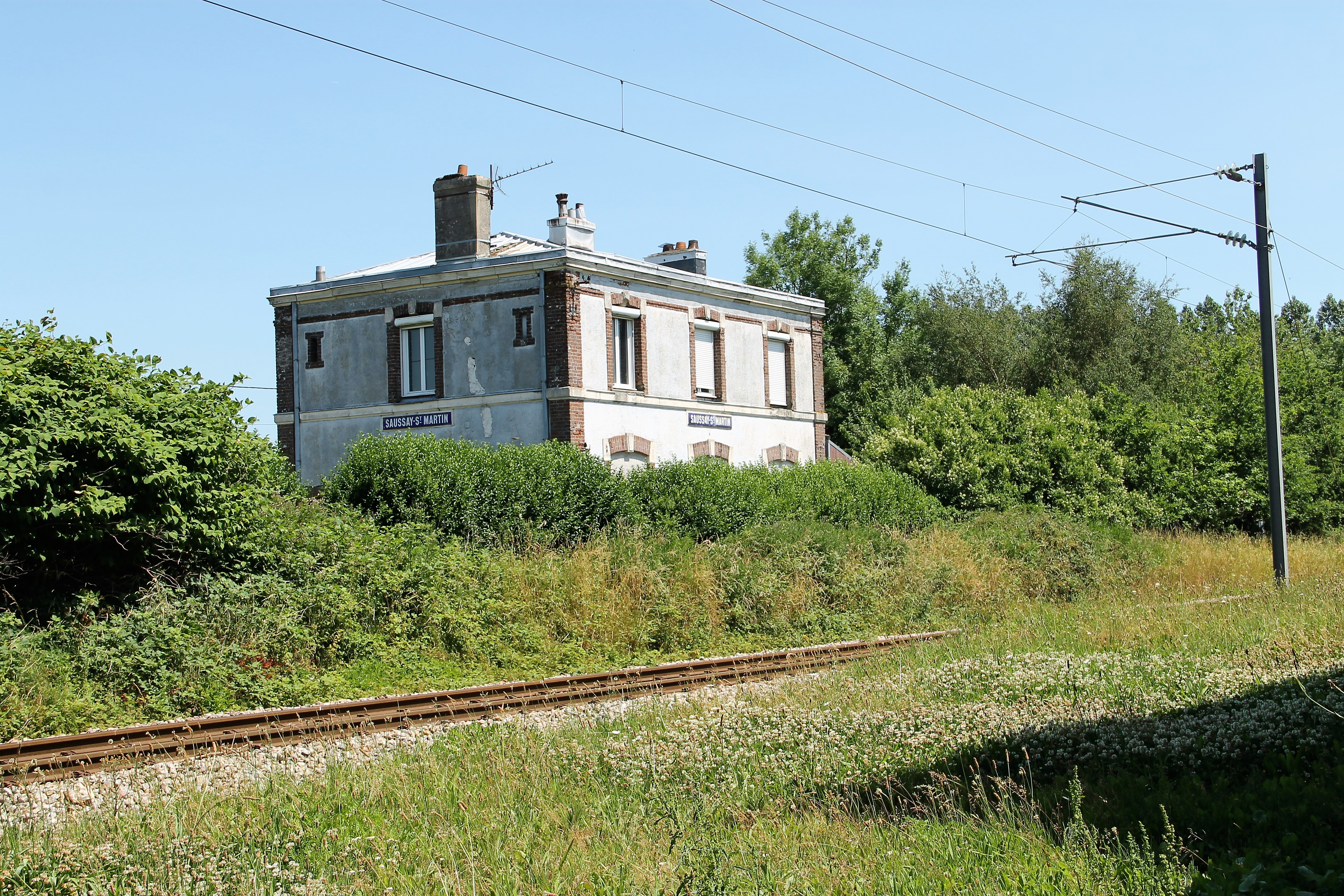
Ancienne gare de Saussay - Saint-Martin.
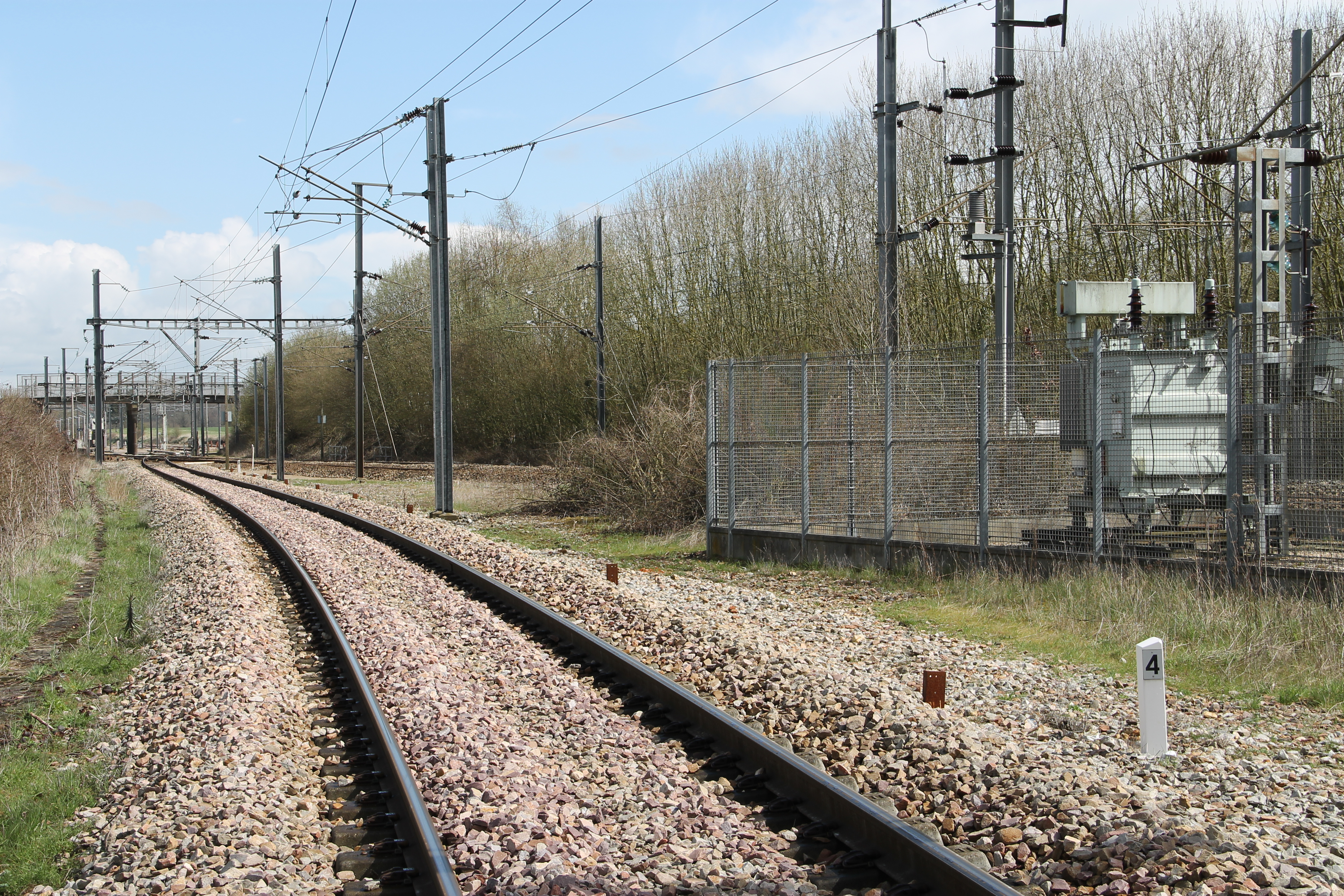
Arrivée de la ligne en gare de Montérolier - Buchy. À droite, la ligne Rouen – Amiens.
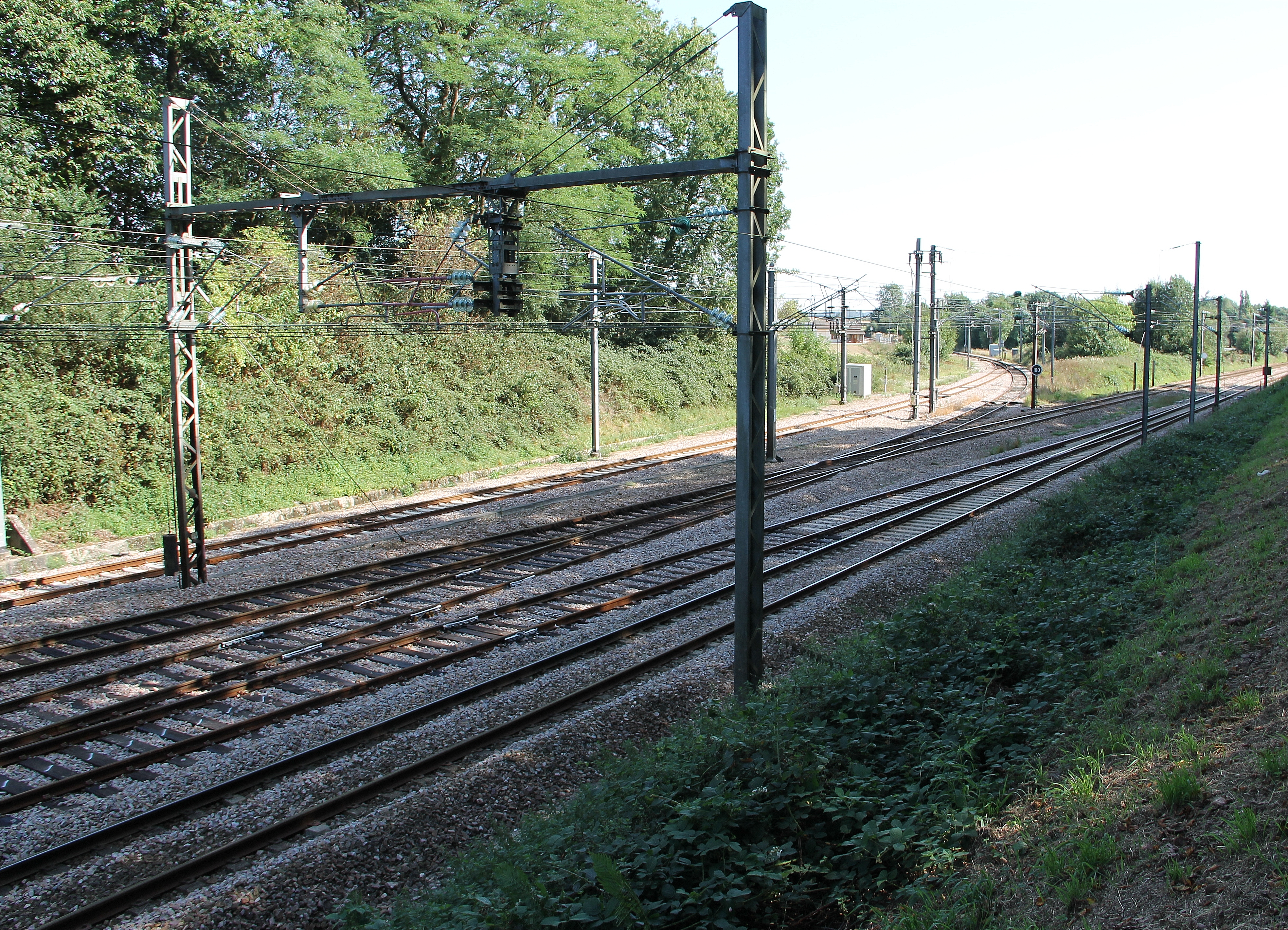
Sortie de la gare de Motteville : à gauche vers Montérolier - Buchy, à droite vers Rouen.
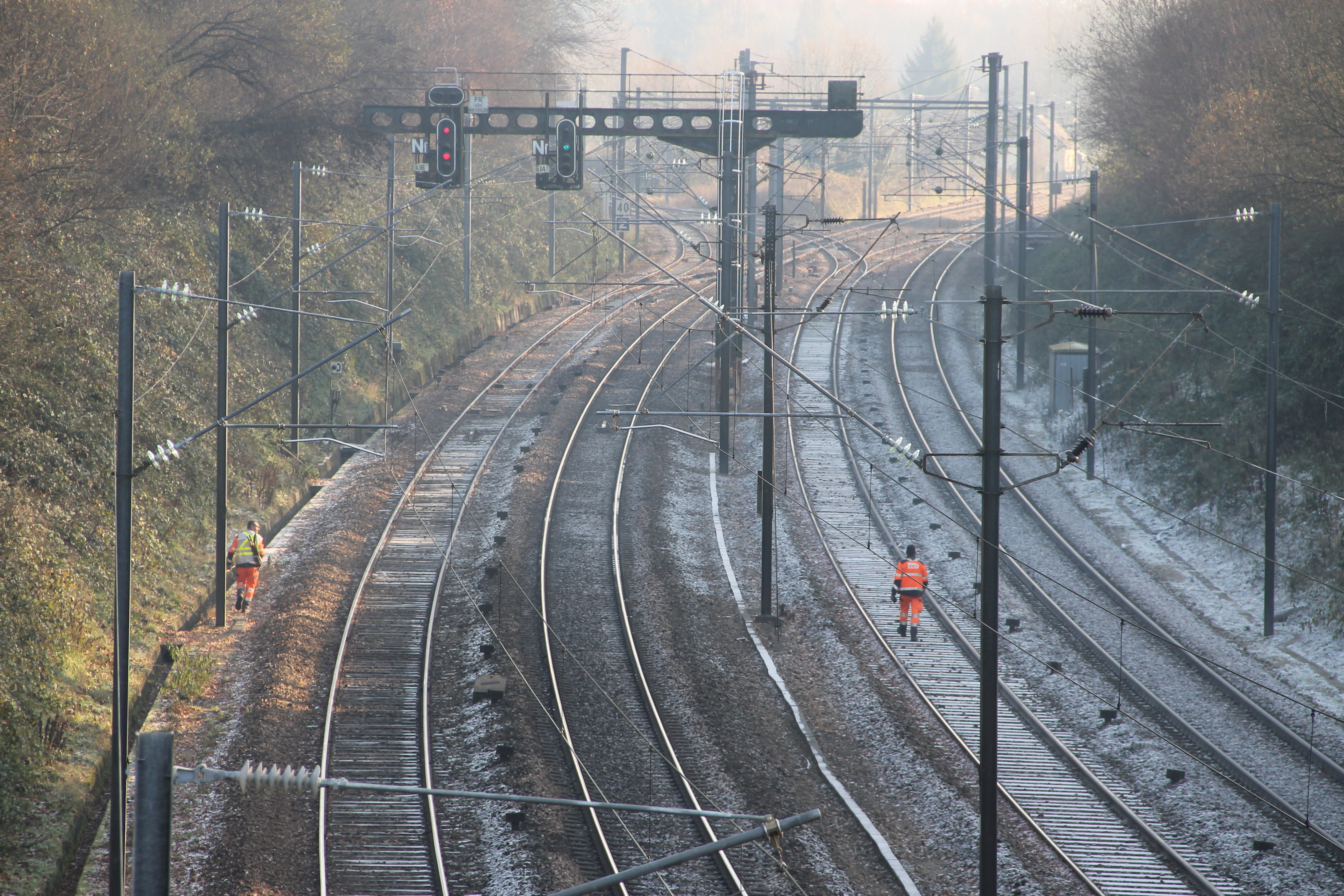
Autre vue de la bifurcation de Motteville. À gauche vers Montérolier - Buchy, à droite vers Rouen.
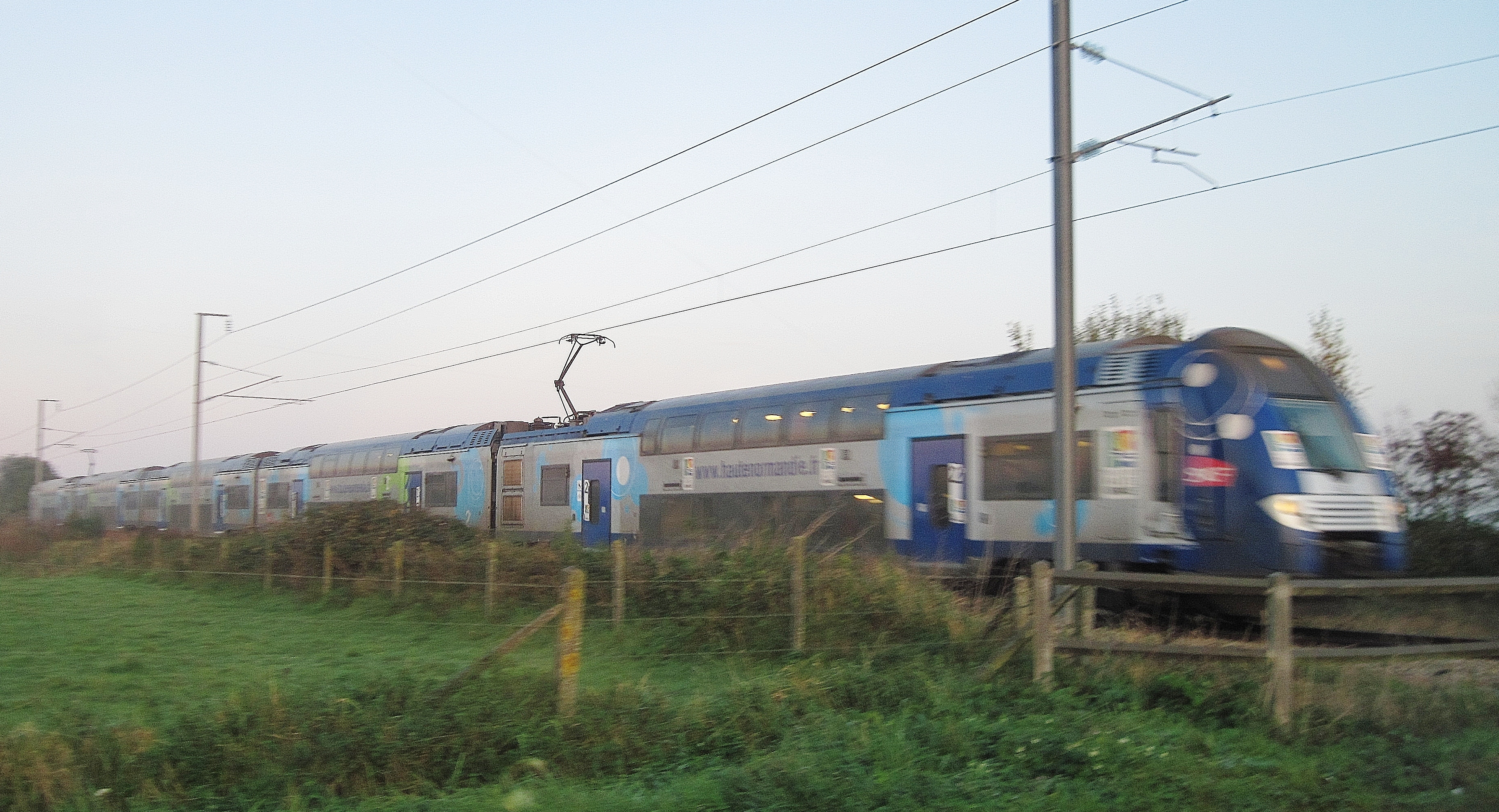
Passage à Rocquemont le 13 novembre 2011 d'un Intercités Le Havre – Rouen – Paris détourné.